# Fußballclub Carl Zeiss Jena 2019-2020
Questa voce raccoglie le informazioni riguardanti il Fußballclub Carl Zeiss Jena nelle competizioni ufficiali della stagione 2019-2020.

## Stagione
Nella stagione 2019-2020 il Carl Zeiss Jena, allenato da Łukasz Kwasniok, Christian Fröhlich, Rico Schmitt, Co-Lucca Strolz e Dirk Kunert, concluse il campionato di 3. Liga al 20º posto e fu retrocesso in Regionalliga.

## Rosa
| N. |                     | Ruolo | Calciatore        |
| -- | ------------------- | ----- | ----------------- |
| 1  | Germania (bandiera) | P     | Flemming Niemann  |
| 2  | Germania (bandiera) | C     | Max Gottwald      |
| 3  | Germania (bandiera) | D     | Maximilian Rohr   |
| 4  | Germania (bandiera) | D     | Marian Sarr       |
| 5  | Germania (bandiera) | D     | Matthias Kühne    |
| 6  | Germania (bandiera) | C     | Ole Käuper        |
| 7  | Germania (bandiera) | A     | Daniele Gabriele  |
| 8  | Germania (bandiera) | D     | Niclas Fiedler    |
| 8  | Germania (bandiera) | C     | Jannis Kübler     |
| 9  | Germania (bandiera) | C     | René Eckardt      |
| 10 | Germania (bandiera) | D     | Nico Hammann      |
| 11 | Germania (bandiera) | C     | Anton Donkor      |
| 12 | Germania (bandiera) | P     | Lukas Sedlak      |
| 13 | Germania (bandiera) | D     | Dominic Volkmer   |
| 13 | Germania (bandiera) | A     | Vasileios Dedidis |
| 14 | Germania (bandiera) | C     | Dominik Bock      |
| 15 | Germania (bandiera) | D     | Marius Grösch     |
| 16 | Germania (bandiera) | D     | Eric Voufack      |
| 17 | Germania (bandiera) | D     | Pierre Fassnacht  |

| N. |                     | Ruolo | Calciatore             |
| -- | ------------------- | ----- | ---------------------- |
| 18 | Germania (bandiera) | A     | Niklas Jahn            |
| 20 | Germania (bandiera) | D     | Tim Kircher            |
| 21 | Germania (bandiera) | D     | Patrick Schorr         |
| 22 | Belgio (bandiera)   | P     | Jo Coppens             |
| 23 | Germania (bandiera) | A     | Meris Skenderović      |
| 24 | Germania (bandiera) | C     | Moritz Leibelt         |
| 24 | Germania (bandiera) | C     | Maximilian Weiß        |
| 25 | Germania (bandiera) | C     | Justin Schau           |
| 26 | Kosovo (bandiera)   | C     | Eroll Zejnullahu       |
| 27 | Germania (bandiera) | A     | Julian Günther-Schmidt |
| 28 | Svizzera (bandiera) | A     | Kilian Pagliuca        |
| 29 | Germania (bandiera) | D     | Paul Fromm             |
| 30 | Austria (bandiera)  | D     | Manuel Maranda         |
| 31 | Germania (bandiera) | C     | Raphael Obermair       |
| 32 | Canada (bandiera)   | C     | Daniel Stanese         |
| 34 | Turchia (bandiera)  | D     | Aytaç Sulu             |
| 36 | Germania (bandiera) | C     | Laurens Zintsch        |
| 37 | Germania (bandiera) | A     | Joy-Lance Mickels      |
|    | Kosovo (bandiera)   | D     | Leart Jasiqi           |

## Organigramma societario
Area tecnica
- Allenatore:
- Allenatore in seconda: René Klingbeil, Lucca Strolz
- Preparatore dei portieri: Bernd Lindrath
- Preparatori atletici: Max Habereder, Fabian Carnarius

## Calciomercato

### Sessione estiva
| Acquisti | Acquisti          | Acquisti              | Acquisti |
| R.       | Nome              | da                    | Modalità |
| -------- | ----------------- | --------------------- | -------- |
| C        | Raphael Obermair  | Sturm Graz            |          |
| C        | Anton Donkor      | Hansa Rostock         |          |
| A        | Daniele Gabriele  | Wacker Innsbruck      |          |
| C        | Max Gottwald      | Carl Zeiss Jena U19   |          |
| D        | Nico Hammann      | Magdeburgo            |          |
| A        | Niklas Jahn       | Carl Zeiss Jena U19   |          |
| D        | Leart Jasiqi      | Wacker Burghausen U19 |          |
| C        | Ole Käuper        | Erzgebirge Aue        |          |
| D        | Tim Kircher       | Karlsruhe             |          |
| P        | Flemming Niemann  | Augusta II            |          |
| A        | Kilian Pagliuca   | Hallescher            |          |
| D        | Maximilian Rohr   | SGV Freiberg          |          |
| D        | Marian Sarr       | Aalen                 |          |
| D        | Patrick Schorr    | Aalen                 |          |
| A        | Meris Skenderović | Hartberg              |          |
| D        | Eric Voufack      | Carl Zeiss Jena U19   |          |

| Cessioni | Cessioni             | Cessioni             | Cessioni |
| R.       | Nome                 | a                    | Modalità |
| -------- | -------------------- | -------------------- | -------- |
| D        | Michael Schüler      | TSV Steinbach Haiger |          |
| A        | Felix Brügmann       | Energie Cottbus      |          |
| C        | Sören Eismann        | TSV Steinbach Haiger |          |
| D        | Justin Gerlach       | Berliner AK 07       |          |
| C        | Nicola Jürgens       | Optik Rathenow       |          |
| P        | Raphael Koczor       | TSV Steinbach Haiger |          |
| C        | Tom Krahnert         | Einheit Rudolstadt   |          |
| D        | Valentin Reitstetter | TSV Großbardorf      |          |
| C        | Logan Rogerson       | Auckland City        |          |
| D        | Dennis Slamar        | Sonnenhof G.         |          |
| A        | Manfred Starke       | Kaiserslautern       |          |
| C        | Fırat Suçsuz         | Fatih Karagümrük     |          |
| A        | Phillip Tietz        | Wehen Wiesbaden      |          |
| D        | Dominic Volkmer      | Jahn Ratisbona       |          |
| C        | Maximilian Wolfram   | Ingolstadt 04        |          |

### Sessione invernale
| Acquisti | Acquisti | Acquisti | Acquisti |
| R.       | Nome     | da       | Modalità |
| -------- | -------- | -------- | -------- |

| Cessioni | Cessioni | Cessioni | Cessioni |
| R.       | Nome     | a        | Modalità |
| -------- | -------- | -------- | -------- |

## Risultati

### 3. Liga

#### Girone di andata
| Arbitro: | Siebert |

|             |           |                             |
| Eckardt 56’ | Marcatori | 59’ (aut.), 72’ (aut.) Sarr |

| Arbitro: | Willenborg |

|                         |           |  |
| Schauerte 48’ Cueto 90’ | Marcatori |  |

| Arbitro: | Siewer |

|  |           |                      |
|  | Marcatori | 29’ Kessel 81’ Ademi |

| Arbitro: | Bacher |

|                                    |           |  |
| Viteritti 42’ (rig.) Hauptmann 90’ | Marcatori |  |

| Arbitro: | Müller |

|              |           |                          |
| Gabriele 23’ | Marcatori | 2’ Seegert 64’ Sulejmani |

| Arbitro: | Schultes |

|                                |           |  |
| Rama 64’ Piossek 84’ Undav 90’ | Marcatori |  |

| Arbitro: | Alt |

|              |           |          |
| Gabriele 45’ | Marcatori | 67’ Beck |

| Arbitro: | Benen |

|                              |           |          |
| Weber 16’, 35’ Bekiroğlu 79’ | Marcatori | 68’ Rohr |

| Arbitro: | Gräfe |

|                                   |           |                       |
| Hosiner 42’ (rig.), 88’ Awuku 80’ | Marcatori | 25’ Obermair 53’ Jahn |

| Arbitro: | Bokop |

|          |           |                             |
| Bock 59’ | Marcatori | 75’ Stoppelkamp 86’ Vermeij |

| Arbitro: | Reichel |

|                                  |           |                    |
| Hemlein 31’ Pick 69’ Fechner 78’ | Marcatori | 6’ (rig.) Gabriele |

| Arbitro: | Schwengers |

|              |           |              |
| Pagliuca 81’ | Marcatori | 69’ Schuppan |

| Arbitro: | Zorn |

|                         |           |  |
| Boere 21’ Kirchhoff 50’ | Marcatori |  |

| Arbitro: | Cortus |

|                                |           |                |
| Donkor 42’ Käuper 61’ Bock 69’ | Marcatori | 54’ Sonnenberg |

| Arbitro: | Gerach |

|                            |           |                         |
| Bunjaku 50’ Wunderlich 83’ | Marcatori | 37’ Gabriele 90’ Donkor |

| Arbitro: | Exner |

|  |           |                             |
|  | Marcatori | 11’ Sohm 70’ Jopek 90’ Boyd |

| Arbitro: | Bokop |

|                      |           |                                                |
| Cuisance 9’ Köhn 75’ | Marcatori | 11’ Käuper 38’ Günther-Schmidt 78’ (aut.) Will |

| Arbitro: | Müller |

|  |           |                                          |
|  | Marcatori | 25’ Schröter 45’ Stierlin 60’ Grauschopf |

| Arbitro: | Benen |

|           |           |                     |
| Leist 76’ | Marcatori | 39’ Bock 40’ Käuper |

#### Girone di ritorno
| Arbitro: | Weickenmeier |

|                                                      |           |              |
| Krauße 6’ Keller 18’ Eckert-Ayensa 61’, 89’ Kaya 90’ | Marcatori | 78’ Pagliuca |

| Arbitro: | Stegemann |

|                     |           |                       |
| Günther-Schmidt 60’ | Marcatori | 33’ (rig.), 68’ Cueto |

| Arbitro: | Schultes |

|         |           |                     |
| Bär 52’ | Marcatori | 21’ Günther-Schmidt |

| Arbitro: | Kempkes |

|                   |           |                      |
| Sulu 76’ Rohr 88’ | Marcatori | 43’ (rig.) Viteritti |

| Arbitro: | Hartmann |

|           |           |                      |
| Korte 90’ | Marcatori | 23’ (aut.) Sulejmani |

| Arbitro: | Kessel |

|  |           |                         |
|  | Marcatori | 15’ Tankulić 50’ Egerer |

| Arbitro: | Storks |

|                                                             |           |                      |
| Beck 25’, 74’ Costly 31’ Gjasula 70’ (rig.) Conteh 79’, 90’ | Marcatori | 8’ Gabriele 58’ Sulu |

| Arbitro: | Exner |

|  |           |                                  |
|  | Marcatori | 7’ Gebhart 23’ Bekiroğlu 55’ Lex |

| Arbitro: | Lechner |

|  |           |            |
|  | Marcatori | 56’ Tallig |

| Arbitro: | Stegemann |

|             |           |                    |
| Vermeij 14’ | Marcatori | 62’ (aut.) Vermeij |

| Arbitro: | Rafalski |

|            |           |                    |
| Grösch 54’ | Marcatori | 6’, 34’ Kühlwetter |

| Arbitro: | Gasteier |

|                                            |           |                          |
| Breunig 56’ Kaufmann 67’, 89’ Pfeiffer 86’ | Marcatori | 45’ Eckardt 79’ Gabriele |

| Jena 14 giugno 2020, ore 13:00 CEST 32ª giornata | Carl Zeiss Jena | 0 – 0 referto | Uerdingen 05 | Ernst-Abbe-Sportfeld (0 spett.)\| Arbitro: \| Günsch \| |
| Arbitro:                                         | Günsch          |               |              |                                                         |

| Arbitro: | Müller |

|                                                      |           |  |
| Breier 16’, 44’ Ahlschwede 45’ (rig.) Thellufsen 87’ | Marcatori |  |

| Arbitro: | Pfeifer |

|                          |           |                                 |
| Gabriele 16’, 70’ (rig.) | Marcatori | 6’, 66’ Wunderlich 76’ Klefisch |

| Arbitro: | Benen |

|                                    |           |                                   |
| Sohm 8’, 36’ Mai 49’ Boyd 63’, 82’ | Marcatori | 13’ Eckardt 31’ Gabriele 57’ Sulu |

| Arbitro: | Hussein |

|          |           |                 |
| Rohr 32’ | Marcatori | 8’, 61’ Tillman |

| Arbitro: | Osmanagic |

|                             |           |                            |
| Grauschopf 71’ Schröter 90’ | Marcatori | 59’ Eckardt 61’ Zejnullahu |

| Arbitro: | Lechner |

|             |           |  |
| Hammann 90’ | Marcatori |  |

## Statistiche

### Statistiche di squadra
| Competizione | Punti | In casa | In casa | In casa | In casa | In casa | In casa | In trasferta | In trasferta | In trasferta | In trasferta | In trasferta | In trasferta | Totale | Totale | Totale | Totale | Totale | Totale | DR  |
| Competizione | Punti | G       | V       | N       | P       | Gf      | Gs      | G            | V            | N            | P            | Gf           | Gs           | G      | V      | N      | P      | Gf     | Gs     | DR  |
| ------------ | ----- | ------- | ------- | ------- | ------- | ------- | ------- | ------------ | ------------ | ------------ | ------------ | ------------ | ------------ | ------ | ------ | ------ | ------ | ------ | ------ | --- |
| 3. Liga      | 23    | 19      | 3       | 3       | 13      | 16      | 33      | 19           | 2            | 5            | 12           | 24           | 52           | 38     | 5      | 8      | 25     | 40     | 85     | -45 |
| Totale       | 23    | 19      | 3       | 3       | 13      | 16      | 33      | 19           | 2            | 5            | 12           | 24           | 52           | 38     | 5      | 8      | 25     | 40     | 85     | -45 |

### Andamento in campionato
| Giornata  | 1  | 2  | 3  | 4  | 5  | 6  | 7  | 8  | 9  | 10 | 11 | 12 | 13 | 14 | 15 | 16 | 17 | 18 | 19 | 20 | 21 | 22 | 23 | 24 | 25 | 26 | 27 | 28 | 29 | 30 | 31 | 32 | 33 | 34 | 35 | 36 | 37 | 38 |
| --------- | -- | -- | -- | -- | -- | -- | -- | -- | -- | -- | -- | -- | -- | -- | -- | -- | -- | -- | -- | -- | -- | -- | -- | -- | -- | -- | -- | -- | -- | -- | -- | -- | -- | -- | -- | -- | -- | -- |
| Luogo     | C  | T  | C  | T  | C  | T  | C  | T  | T  | C  | T  | C  | T  | C  | T  | C  | T  | C  | T  | T  | C  | T  | C  | T  | C  | T  | C  | C  | T  | C  | T  | C  | T  | C  | T  | C  | T  | C  |
| Risultato | P  | P  | P  | P  | P  | P  | N  | P  | P  | P  | P  | N  | P  | V  | N  | P  | V  | P  | V  | P  | P  | N  | V  | N  | P  | P  | P  | P  | N  | P  | P  | N  | P  | P  | P  | P  | N  | V  |
| Posizione | 15 | 19 | 20 | 20 | 20 | 20 | 20 | 20 | 20 | 20 | 20 | 20 | 20 | 20 | 20 | 20 | 20 | 20 | 20 | 20 | 20 | 20 | 20 | 20 | 20 | 20 | 20 | 20 | 20 | 20 | 20 | 20 | 20 | 20 | 20 | 20 | 20 | 20 |

Legenda:

Luogo: C = Casa; T = Trasferta. Risultato: V = Vittoria; N = Pareggio; P = Sconfitta.

### Statistiche dei giocatori
!! colspan="4" | Totale

| Giocatore          | 3. Liga K. Amesse | 3. Liga K. Amesse | 3. Liga K. Amesse | 3. Liga K. Amesse | 0        | 0    | 0           | 0          |
| Giocatore          | Presenze          | Reti              | Ammonizioni       | Espulsioni        | Presenze | Reti | Ammonizioni | Espulsioni |
| D. Bock            | 22                | 3                 | 2                 | 0                 |          |      |             |            |
| J. Coppens         | 32                | 0                 | 4                 | 0                 |          |      |             |            |
| V. Dedidis         | 5                 | 0                 | 0                 | 0                 |          |      |             |            |
| A. Donkor          | 29                | 2                 | 2                 | 0                 |          |      |             |            |
| R. Eckardt         | 27                | 4                 | 10                | 0                 |          |      |             |            |
| P. Fassnacht       | 19                | 0                 | 7                 | 0                 |          |      |             |            |
| N. Fiedler         | 4                 | 0                 | 1                 | 0                 |          |      |             |            |
| P. Fromm           | 0                 | 0                 | 0                 | 0                 |          |      |             |            |
| D. Gabriele        | 36                | 9                 | 7                 | 0                 |          |      |             |            |
| M. Gottwald        | 4                 | 0                 | 0                 | 0                 |          |      |             |            |
| M. Grösch          | 22                | 1                 | 8                 | 0                 |          |      |             |            |
| J. Günther-Schmidt | 24                | 3                 | 5                 | 0                 |          |      |             |            |
| N. Hammann         | 30                | 1                 | 3                 | 0                 |          |      |             |            |
| N. Jahn            | 7                 | 1                 | 0                 | 0                 |          |      |             |            |
| F. Jobst           | 0                 | 0                 | 0                 | 0                 |          |      |             |            |
| T. Kircher         | 26                | 0                 | 5                 | 0                 |          |      |             |            |
| K. Kratzsch        | 0                 | 0                 | 0                 | 0                 |          |      |             |            |
| O. Käuper          | 22                | 3                 | 6                 | 0                 |          |      |             |            |
| J. Kübler          | 21                | 0                 | 1                 | 0                 |          |      |             |            |
| M. Kühne           | 1                 | 0                 | 0                 | 0                 |          |      |             |            |
| M. Leibelt         | 1                 | 0                 | 0                 | 0                 |          |      |             |            |
| M. Maranda         | 16                | 0                 | 1                 | 0                 |          |      |             |            |
| J. Mickels         | 11                | 0                 | 1                 | 0                 |          |      |             |            |
| N. Neca            | 0                 | 0                 | 0                 | 0                 |          |      |             |            |
| F. Niemann         | 5                 | 0                 | 0                 | 0                 |          |      |             |            |
| R. Obermair        | 30                | 1                 | 4                 | 0                 |          |      |             |            |
| K. Pagliuca        | 18                | 2                 | 2                 | 1                 |          |      |             |            |
| M. Rohr            | 25                | 3                 | 6                 | 1                 |          |      |             |            |
| M. Sarr            | 5                 | 0                 | 1                 | 0                 |          |      |             |            |
| J. Schau           | 21                | 0                 | 2                 | 1                 |          |      |             |            |
| M. Schlegel        | 0                 | 0                 | 0                 | 0                 |          |      |             |            |
| P. Schorr          | 8                 | 0                 | 0                 | 0                 |          |      |             |            |
| M. Schüler         | 0                 | 0                 | 0                 | 0                 |          |      |             |            |
| L. Sedlak          | 2                 | 0                 | 0                 | 0                 |          |      |             |            |
| M. Skenderović     | 19                | 0                 | 1                 | 1                 |          |      |             |            |
| D. Stanese         | 7                 | 0                 | 2                 | 0                 |          |      |             |            |
| A. Sulu            | 14                | 3                 | 5                 | 0                 |          |      |             |            |
| D. Volkmer         | 19                | 0                 | 9                 | 0                 |          |      |             |            |
| E. Voufack         | 4                 | 0                 | 1                 | 0                 |          |      |             |            |
| M. Weiß            | 2                 | 0                 | 0                 | 0                 |          |      |             |            |
| R. Winkler         | 0                 | 0                 | 0                 | 0                 |          |      |             |            |
| E. Zejnullahu      | 11                | 1                 | 1                 | 1                 |          |      |             |            |
| L. Zintsch         | 1                 | 0                 | 0                 | 0                 |          |      |             |            |